# Куликовський Валер'ян Іванович

Будівля Управління Південно-Західної залізниці в Києві, історична світлина.

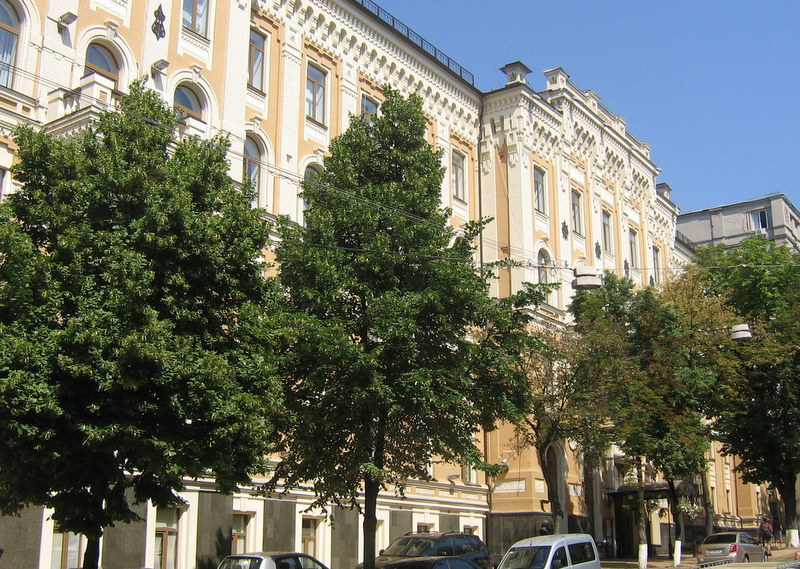
Будівля Управління Південно-Західної залізниці, сучасний вигляд.

Валер'ян Іванович Куликовський (1835 — 1910) — архітектор Південно-Західної залізниці.

## Біографія
Навчався в Ковенській гімназії. Фахову освіту отримав у Петербурзькому Будівельному училищі (1852–1857), по закінченню якої здобув звання цивільного інженера. Працював в Ковно, Вільно, Іркутську і Нерчинську. З 1875 року служив на посаді архітектора при управлінні Південно-Західної залізниці у Києві. Працював в стилі неоренесансу, необароко, неросійського напрямку, а також в так званому цегляному стилі.
Дружина — Є. С. Куликовська, дворянка за походженням, скульптор.

## Проекти

### Київ
В Києві у співавторстві з О. Гогеном виконав будівлю Управління Південно-Західної залізниці (1887–1889, будував разом з інженером В. Погребінським).
За приватними замовленнями спроектував:
- Усипальню М. Вітте,
- Будинок на вул. Михайлівській № 15/1 (1882–1883).

### Одеса
- Червоні пакгаузи в Одеському морському порту напроти Карантинного молу (1896 p., співавтор Е. Гарріс);
- Пасажирська споруда на Куяльнинькому лимані;
- Прибутковий будинок архітектора Е. Гарріса.

### Інші населені пункти
Громадські споруди:
- Пасажирські й паровозні споруди на станції Фастів (1875–1876);
- Вокзал у Козятині (1888–1890, споруджував О. Кобелєв);
- Каплиця на станції Жмеринка (1890-і роки);
- Дерев'яна церква на ст. Козятин (90-і роки);
- Дерев'яна церква на ст. Волочиськ (90-і роки);

За приватними замовленнями:
- Садиба Трітшеля в с. Маслівка на Київщині.
- Садиба Хоєцьких в с. Томашівка на Фастівщині (1903–1910, пам'ятка архітектури національного значення)[2]

## Галерея

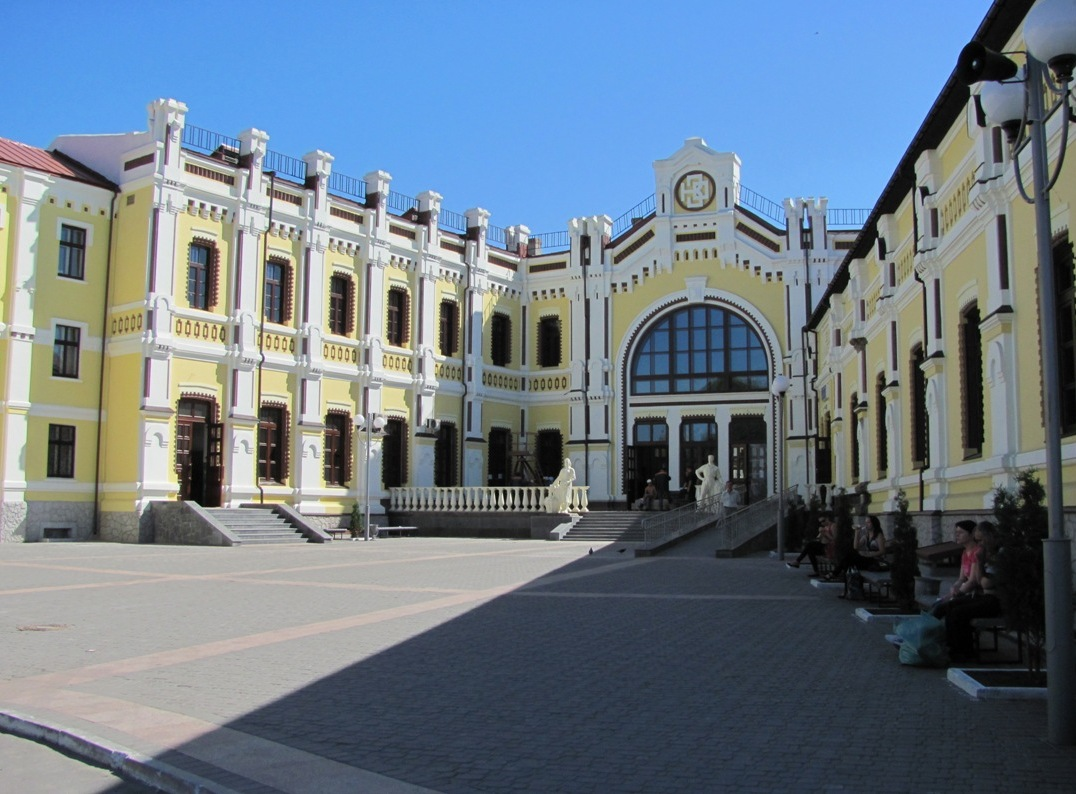
Вокзал ст. Козятин. Головний вхід, привокзальна площа.
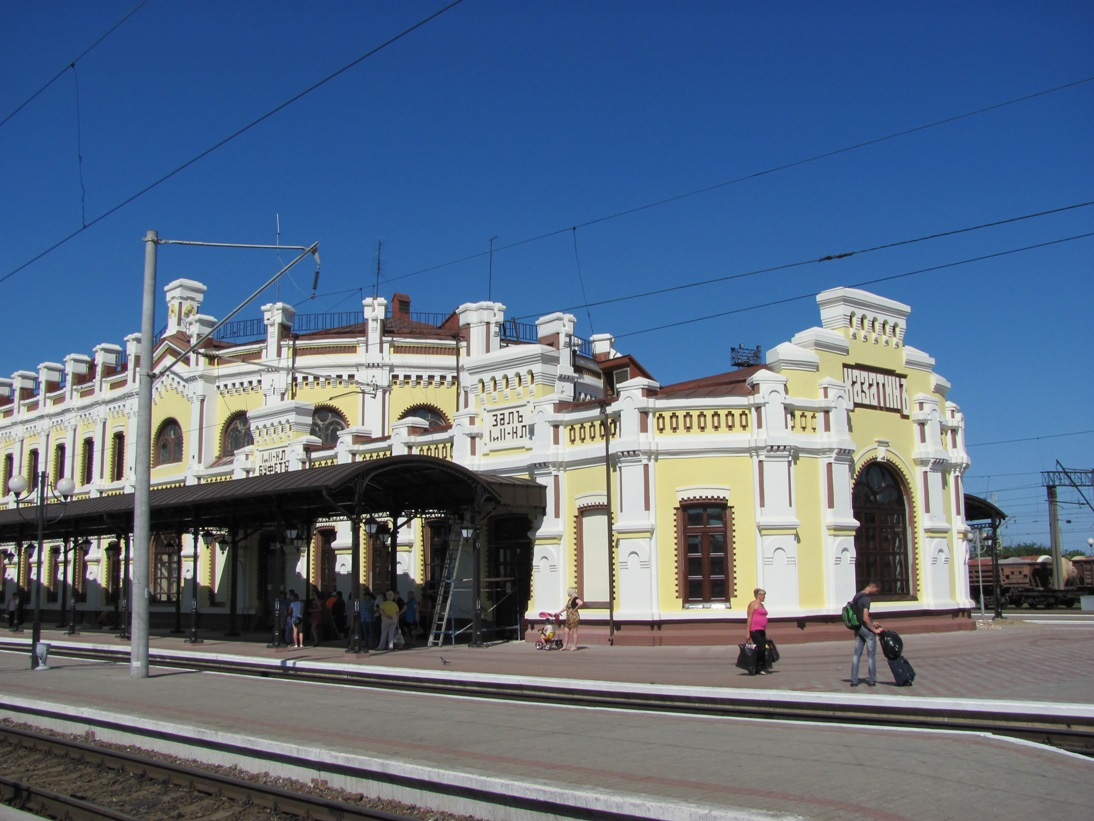
Вокзал ст. Козятин. Вид з Шепетівської платформи.
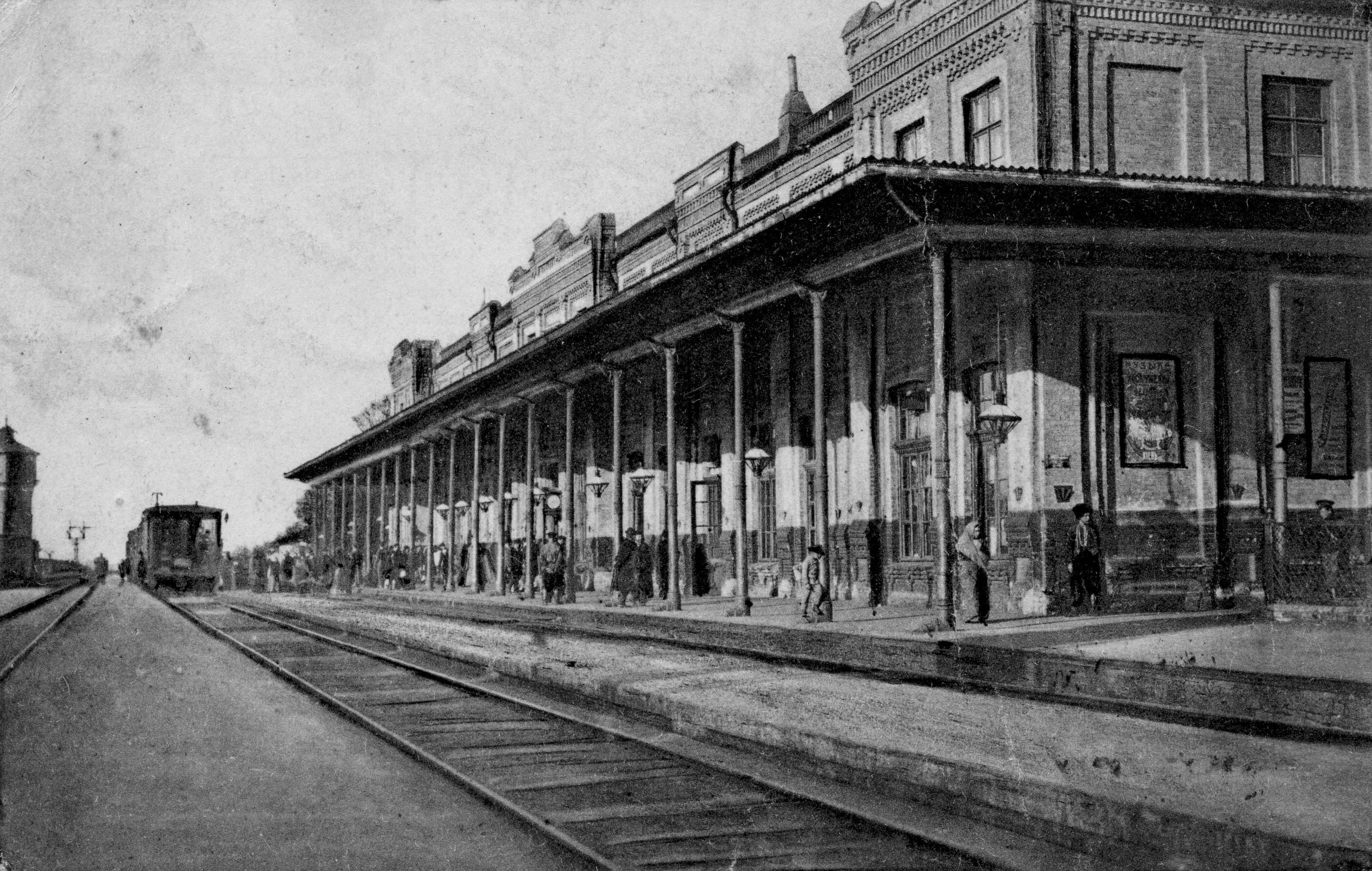
Вокзал ст. Фастів (знесений орієнтовно наприкінці 40-х - на початку 50-х років 2- ст.).
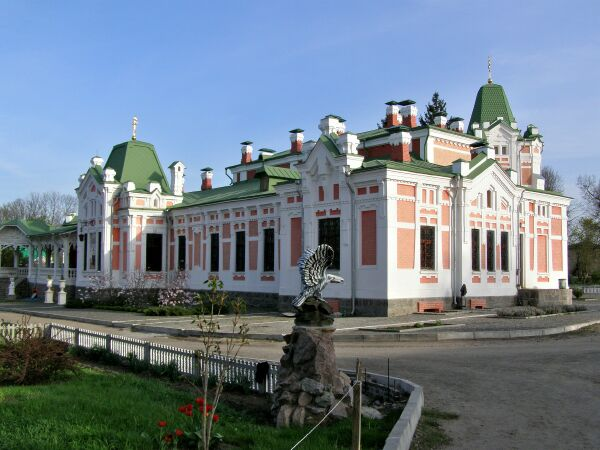
Садиба Хоєцьких, с.Томашівка на Фастівщині.